# Caloplaca almbornii
Caloplaca almbornii är en lavart som beskrevs av Kärnefelt. Caloplaca almbornii ingår i släktet orangelavar och familjen Teloschistaceae.   Inga underarter finns listade i Catalogue of Life.